# Малые Копёны
Ма́лые Копёны — село в Аткарском районе Саратовской области России, входит в состав Лопуховского муниципального образования.

## География
Находится на расстоянии примерно 15 километров по прямой на запад-северо-запад от районного центра города Аткарск.

## История
По одним данным год основания деревни 1812. Селом деревня стала в 1829 году, когда была построена Михаило-Архангельская церковь. По другим данным, не все так просто. В начале XIX века здесь находились две деревни: Малые Копёны, удельная деревня, была западнее, а восточнее государственная деревня Копёны. В канун отмены крепостного права в объединённых Копёнах насчитывалось 139 дворов и 1475 жителей. В 1910 году обе части поселения учитывались снова отдельно: в Малых Копёнах 17 дворов и 99 жителей, в селе Копёны 350 дворов и 2643 жителя. После Октябрьской революции объединённое село стало центром Мало-Копёнского сельсовета, во второй половине XX века Малые Копёны были центральной усадьбой колхоза имени Дзержинского.

## Население
Население составляло 354 человек в 2002 году (русские 74 %), 311 в 2010.

## Инфраструктура
Работают дом культуры, фельдшерско-акушерский пункт, почта, магазины, филиал средней школы поселка Лопуховка.